# Werauhia umbrosa
Werauhia umbrosa là một loài thuộc chi Werauhia. Đây là loài bản địa của Costa Rica.